# 퓨처 오브 라이프 인스티튜트
퓨처 오브 라이프 인스티튜트(Future of Life Institute, FLI) 또는 생명의 미래 연구소는 인공 일반 지능의 실존적 위험에 초점을 맞춰, 변혁적 기술이 생명에 이롭고 대규모 위험을 피하도록 유도하는 것을 목표로 하는 비영리 단체이다. FLI의 활동에는 보조금 지원, 교육 봉사, 그리고 유엔, 미국 정부, 유럽 연합 기관 내에서의 옹호 활동이 포함된다.
이 연구소의 설립자에는 매사추세츠 공과대학교 우주론자 맥스 테그마크, 캘리포니아 대학교 샌타크루즈 우주론자 앤서니 애기어, 그리고 스카이프 공동 설립자 얀 탈린이 있다. 연구소의 고문 중에는 기업가 일론 머스크가 있다.

## 목적

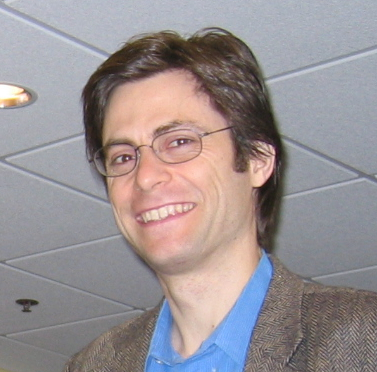
매사추세츠 공과대학교 교수이자 퓨처 오브 라이프 인스티튜트의 설립자 중 한 명이며 현 회장인 맥스 테그마크

FLI의 표명된 임무는 변혁적 기술이 생명에 이롭고 대규모 위험을 피하도록 유도하는 것이다. FLI의 철학은 인간 수준 또는 초지능 인공 일반 지능(AGI) 개발로 인한 인류에 대한 잠재적 위험에 초점을 맞추지만, 생명공학, 핵무기 및 지구 온난화로 인한 위험을 완화하기 위해서도 노력한다.

## 역사
FLI는 2014년 3월 매사추세츠 공과대학교 우주론자 맥스 테그마크, 스카이프 공동 설립자 얀 탈린, 딥마인드 연구 과학자 빅토리야 크라코브나, 터프츠 대학교 박사 후 연구원 메이아 치타-테그마크, 캘리포니아 대학교 샌타크루즈 물리학자 앤서니 애기어에 의해 설립되었다. 연구소의 고문으로는 컴퓨터 과학자 스튜어트 J. 러셀과 프란체스카 로시, 생물학자 조지 처치, 우주론자 솔 펄머터, 천체 물리학자 샌드라 페이버, 이론 물리학자 프랭크 윌첵, 기업가 일론 머스크, 배우이자 과학 커뮤니케이터인 앨런 알다와 모건 프리먼 (그리고 2018년 사망 전에는 우주론자 스티븐 호킹)이 포함된다.
2017년부터 FLI는 매년 "Future of Life Award"를 수여하고 있으며, 첫 수상자는 바실리 아르히포프였다. 같은 해 FLI는 단편 군비 통제 옹호 영화인 Slaughterbots를 공개했으며, 2021년에는 후속작을 출시했다.
2018년, FLI는 "치명적 자율 무기에 대한 법률"을 요구하는 서한 초안을 작성했다. 서명자 중에는 일론 머스크, 데미스 허사비스, 셰인 레그, 무스타파 술레이만이 포함되었다.
2023년 1월, 스웨덴 잡지 엑스포는 FLI가 스웨덴의 극우 온라인 신문인 Nya Dagbladet이 설립한 재단에 10만 달러의 보조금을 제안했다고 보도했다. 이에 대해 테그마크는 연구소가 보조금이 처음 제안된 지 몇 달 후 실사 (법) 과정에서 Nya Dagbladet의 입장을 알게 되었으며, 즉시 보조금을 취소했다고 말했다.

### AI 일시 중단에 대한 공개 서한
2023년 3월, FLI는 서한을 발표했다 "Pause Giant AI Experiments: An Open Letter"라는 제목의 서한을 발표했다. 이 서한은 주요 AI 개발자들에게 "GPT-4보다 강력한" 모든 시스템을 6개월간 검증 가능하게 일시 중단하고, 그 기간 동안 안전을 보장하기 위한 프레임워크를 구축하는 데 동의할 것을 요구했다. 만약 그렇게 하지 못하면 정부가 일시 중지를 시행해야 한다고 주장했다. 이 서한은 다음과 같이 밝혔다: "최근 몇 달 동안 AI 연구소들은 자신들의 창조자조차 이해하거나 예측하거나 신뢰할 수 있게 제어할 수 없는, 더욱 강력한 디지털 지능을 개발하고 배포하려는 통제 불능의 경쟁에 갇혀 있다." 이 서한은 "지구 생명 역사에 있어 심오한 변화"의 가능성뿐만 아니라 AI 생성 선전, 일자리 감소, 인간의 불필요성, 그리고 사회 전반의 통제력 상실과 같은 잠재적 위험을 언급했다.
이 서한의 주요 서명자로는 일론 머스크, 스티브 워즈니악, 에반 샤프, 크리스 라르센, 게리 마커스, AI 연구소 CEO 코너 리히와 이마드 모스타케, 정치인 앤드루 양, 딥러닝 연구원 요슈아 벤지오, 그리고 유발 노아 하라리가 있다. 마커스는 "서한이 완벽하지는 않지만, 정신은 옳다"고 말했다. 모스타케는 "6개월 일시 중단이 최선의 생각이라고 생각하지 않거나 모든 것에 동의하지 않지만, 그 서한에는 흥미로운 점들이 있다"고 말했다. 대조적으로, 벤지오는 기자 회견에서 6개월 일시 중단을 명시적으로 지지했다. 머스크는 "선도적인 AGI 개발자들은 이 경고를 듣지 않을 것이지만, 적어도 말은 했다"고 예측했다. 머스크를 포함한 일부 서명자들은 인공 일반 지능의 실존적 위험에 대한 두려움 때문에 서명했다고 말했다. 마커스와 같은 다른 서명자들은 AI가 생성한 선전과 같은 위험에 대한 우려 때문에 서명했다고 말했다.
FLI의 서한에 인용된 논문 중 하나인 "On the Dangers of Stochastic Parrots: Can Language Models Be Too Big?"의 저자 중 에밀리 M. 벤더, 팀닛 게브루, 마가렛 미첼을 포함한 일부는 이 서한을 비판했다. 미첼은 "많은 의심스러운 아이디어를 기정사실로 취급함으로써, 이 서한은 FLI 지지자들에게 이로운 우선순위와 AI 내러티브를 주장한다. 지금 당장의 해악을 무시하는 것은 우리 중 일부에게는 없는 특권이다"라고 말했다.

## 운영

### 옹호
FLI는 AI 정책 수립에 적극적으로 기여해 왔다. 예를 들어 2023년 10월, 미국 상원 다수당 원내대표인 척 슈머는 FLI를 초청하여 선별된 상원의원들에게 AI 규제에 대한 견해를 공유하도록 했다. 유럽에서는 FLI가 EU의 인공지능 규제법에 GPT-4와 같은 더 일반적인 AI 시스템을 포함시키도록 성공적으로 옹호했다.

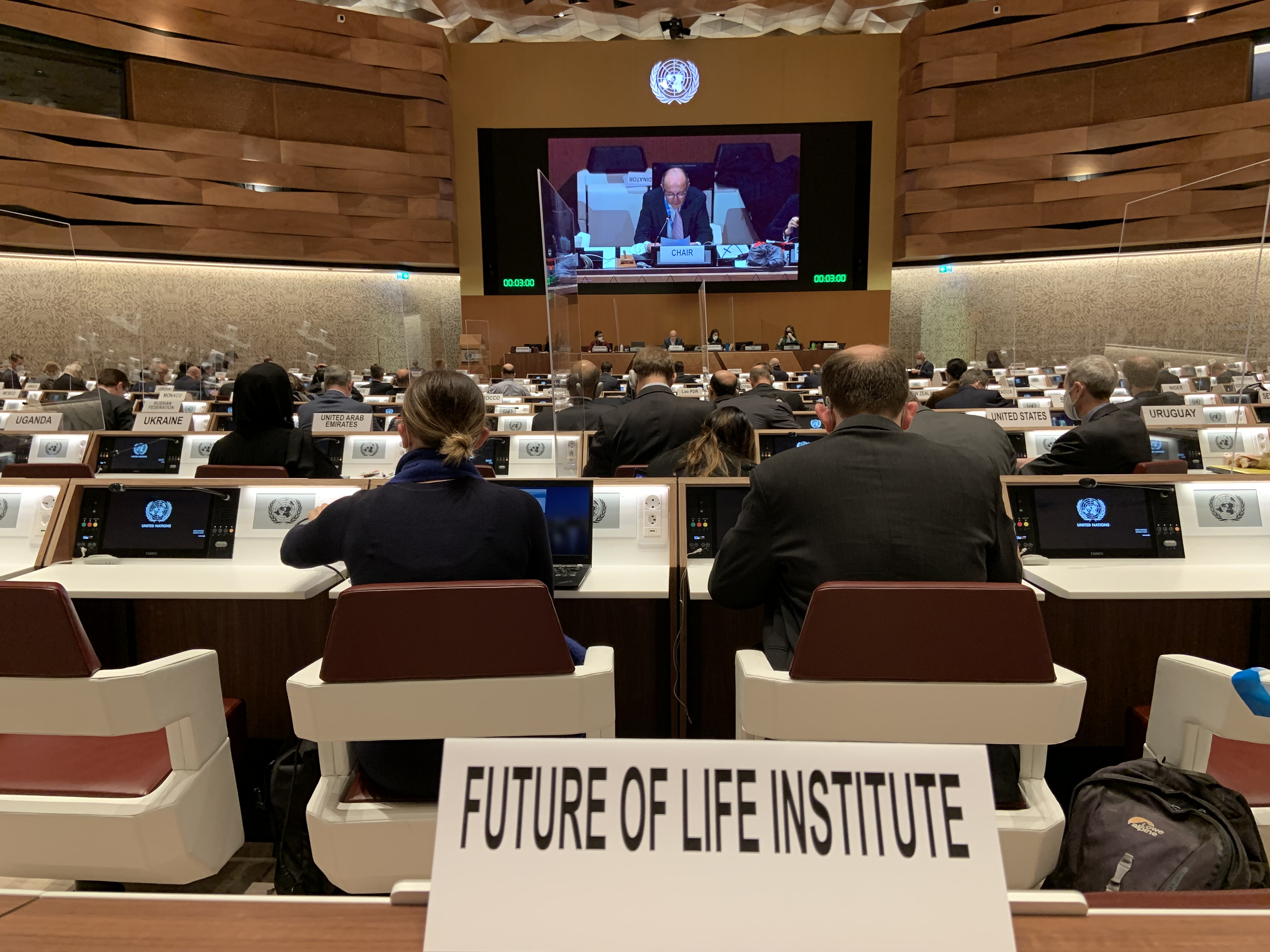
2021년 제네바 유엔 본부에서 자율 무기에 대해 논의하는 FLI.

군사 정책 분야에서 FLI는 핵무기금지조약에 대한 과학계의 지지를 조율했다. 유엔 및 기타 장소에서 연구소는 또한 치명적 자율 무기에 대한 조약을 옹호해 왔다.

### 연구 보조금
FLI 연구 프로그램은 2015년 일론 머스크의 초기 1,000만 달러 기부로 시작되었다. 이 첫 라운드에서는 총 700만 달러가 37개의 연구 프로젝트에 할당되었다. 2021년 7월, FLI는 러시아계 캐나다 프로그래머 비탈리크 부테린의 자금 지원으로 2,500만 달러 규모의 새로운 보조금 프로그램을 시작할 것이라고 발표했다.

### 컨퍼런스
2014년, 퓨처 오브 라이프 인스티튜트는 매사추세츠 공과대학교에서 개회 행사를 개최했다. 이 행사에서는 앨런 알다가 사회를 맡은 "기술의 미래: 이점과 위험"에 대한 패널 토론이 진행되었다. 패널리스트로는 합성 생물학자 조지 처치, 유전학자 팅 우, 경제학자 앤드루 맥아피, 물리학자이자 노벨상 수상자인 프랭크 윌첵, 스카이프 공동 창업자 얀 탈린이 참여했다.
2015년부터 FLI는 학계와 산업계의 AI 연구자들을 한자리에 모으는 것을 목적으로 격년 회의를 개최해 왔다. 2023년 4월 현재, 다음 컨퍼런스들이 개최되었다:
- 푸에르토리코에서 열린 "AI의 미래: 기회와 도전" 컨퍼런스(2015). 표명된 목표는 AI의 미래 이점을 극대화하는 데 도움이 될 수 있는 유망한 연구 방향을 식별하는 것이었다.[36] 컨퍼런스에서 FLI는 인공지능에 관한 공개 서한을 유포했으며, 이 서한에는 나중에 스티븐 호킹, 일론 머스크 및 많은 인공지능 연구자들이 서명했다.[37]
- 캘리포니아 애실로마에서 열린 애실로마 이로운 인공지능 컨퍼런스(2017).[38] 뉴욕 타임스가 "AI의 거물급 인사들"(얀 르쿤, 일론 머스크, 닉 보스트롬 포함)이 모인 비공개 모임이었다.[39] 연구소는 회의 논의에서 도출된 책임 있는 AI 개발 원칙을 발표했으며, 요슈아 벤지오, 얀 르쿤 및 많은 다른 AI 연구자들이 서명했다.[40] 이 원칙들은 인공지능 규제 및 이후의 경제협력개발기구 인공지능 원칙과 같은 이니셔티브에 영향을 미쳤을 수 있다.[41]
- 푸에르토리코에서 열린 이로운 AGI 컨퍼런스(2019).[42] 이 회의의 표명된 초점은 인공 일반 지능이 인류에게 이롭도록 보장하는 것을 목표로 장기적인 질문에 답하는 것이었다.[43]

## 언론 보도
- 와이어드 (잡지)의 "AI가 '고위험'인 시점을 정의하기 위한 싸움".
- IEEE 스펙트럼의 "치명적 자율 무기는 존재한다; 금지되어야 한다".
- 뉴욕 타임스의 "미국과 동맹국들은 핵무기 금지를 위한 유엔 회담에 항의한다".
- The Chronicle of Higher Education의 "인공지능은 위협인가?", FLI 설립자 맥스 테그마크, 얀 탈린 및 빅토리야 크라코브나와의 인터뷰 포함.
- 디 애틀랜틱의 "인류의 종말은 나에게 무엇을 의미할까?", FLI의 아이디어에 대한 맥스 테그마크와의 인터뷰.

## 같이 보기
- 퓨처 오브 휴머니티 인스티튜트
- 실존적 위험 연구 센터
- 세계재앙위험
- 레버훌름 지능의 미래 센터
- 머신 인텔리전스 연구소
- 벼랑 끝: 실존적 위험과 인류의 미래